# Xot (llac salat)

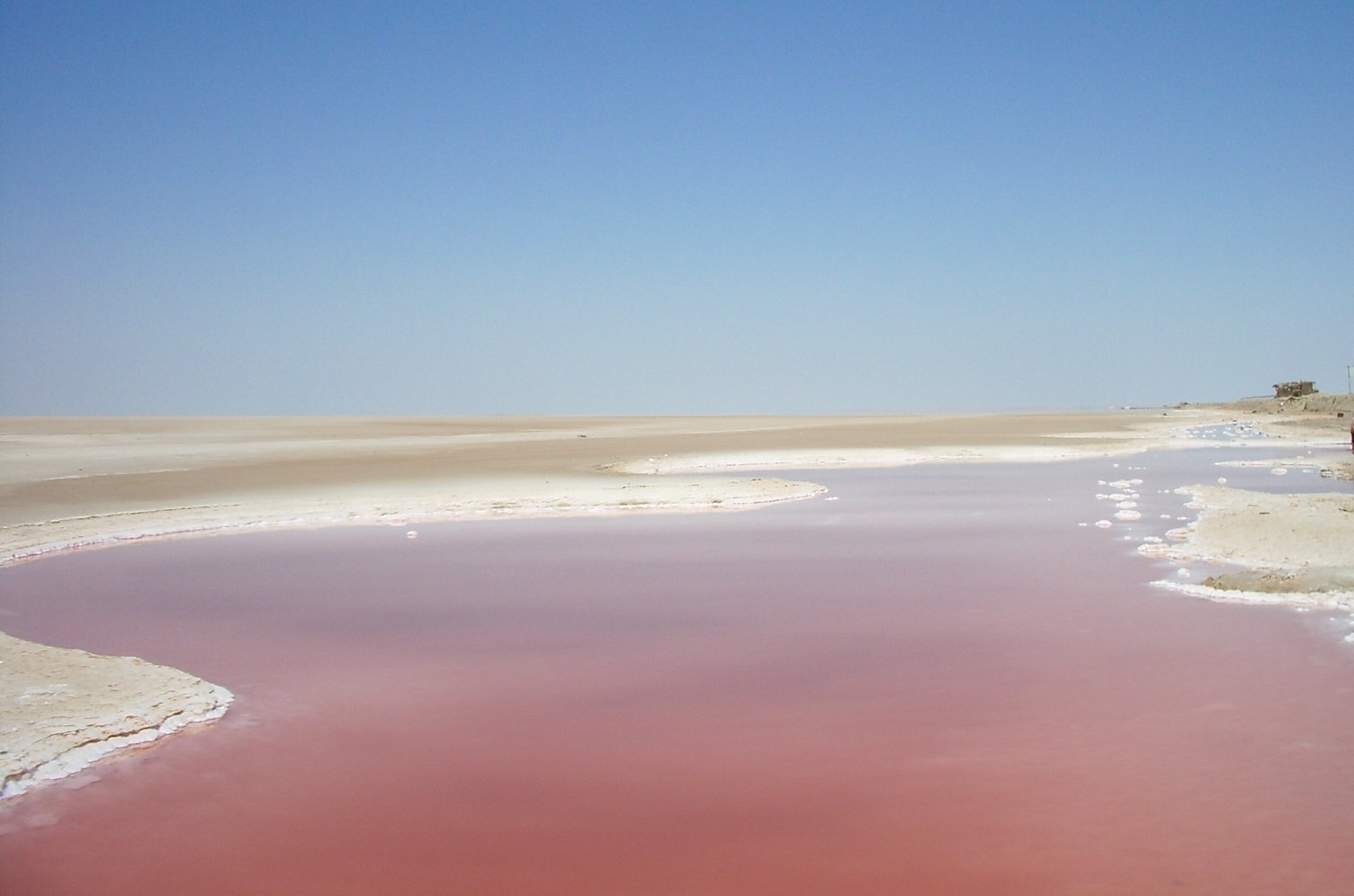
Imatge del Chott El Djerid.

Un xot (de l'àrab شط, xaṭṭ, ‘depressió salina’, ‘marge’, ‘costa’, a través de la pronunciació dialectal magribina, xott; també és comú, però incorrecte, l'ús de la transcripció francesa chott) és el nom que reben les depressions salines a la zona sahariana, que estan seques a l'estiu, però s'inunden amb les pluges a la tardor o hivern. El xot més gran és el Chott El Djerid, a Tunísia. Els xots estan generalment rodejant les sebkhes, però no s'han de confondre amb aquestes tot i que en la toponímia colonial a vegades la confusió és evident. La proposta d'obrir un canal entre la Mediterrània i les shebkhes per recuperar l'aigua salada de mar es va demostrar inviable, però encara als anys vuitanta del segle XX fou proposat per un candidat a la presidència d'Algèria.